# هاروکی فوکوشیما
هاروکی فوکوشیما (انگلیسی: Haruki Fukushima؛ زادهٔ ۸ آوریل ۱۹۹۳) بازیکن فوتبال اهل ژاپن است.
از باشگاه‌هایی که در آن بازی کرده‌است می‌توان به باشگاه فوتبال اوراوا رد دیاموندز اشاره کرد.